# Тоналізм

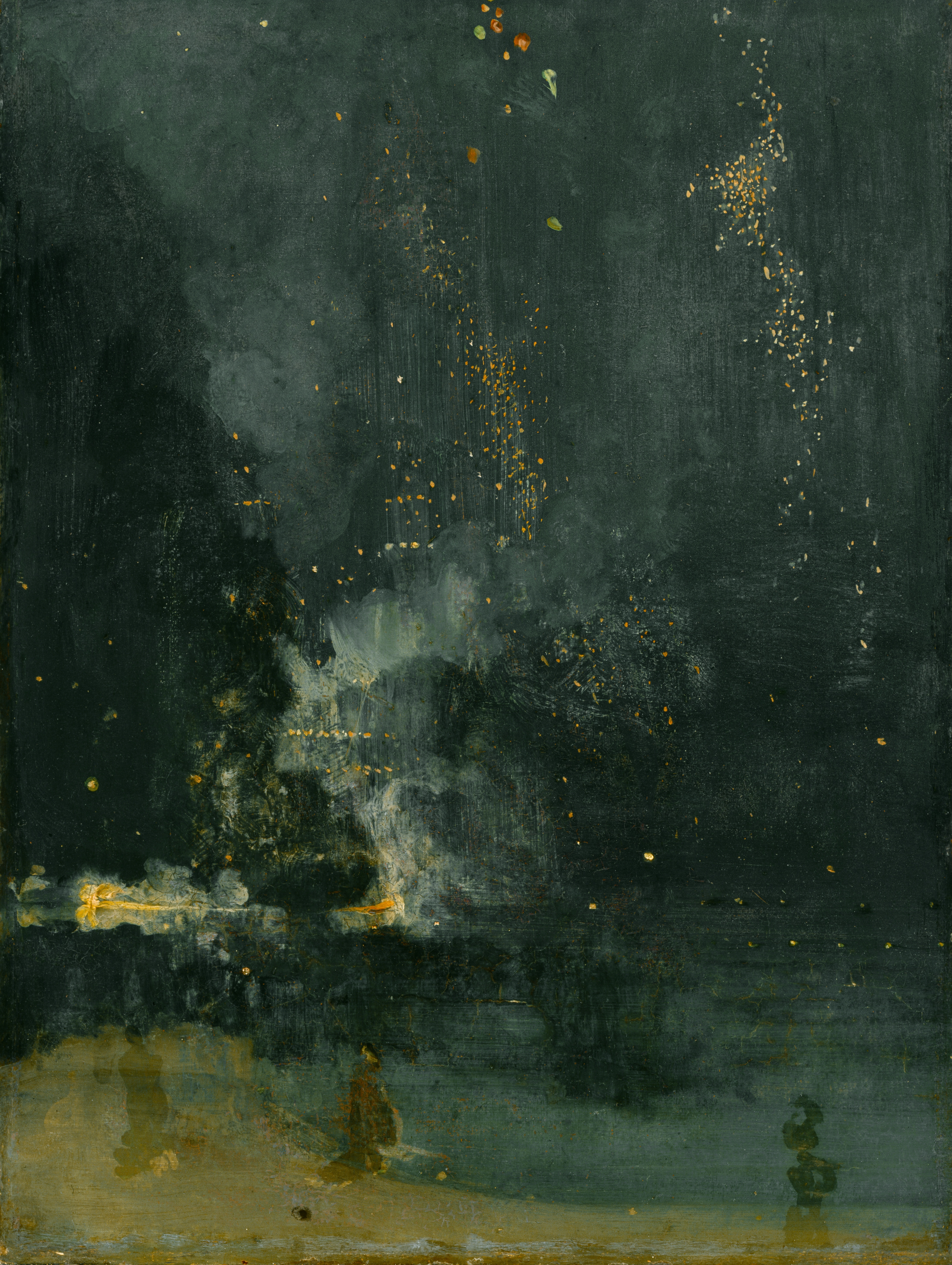
Джеймс Вістлер. Ноктюрн в чорному і золотому — падаюча ракета. 1872—1877

Тоналізм — напрямок в образотворчому мистецтві живопису Сполучених Штатів на зламі XIX та XX століть. Для тоналізму характерне домінування в зображенні тонів повітряного простору або туману.

## Історія
Пейзажний живопис, як модний напрямок, що мав попит, успішно розвивала низка художників Сполучених Штатів. В напрямку були відчутні впливи барбізонської школи. Але згодом художники почали використовувати тьмяні, зближені тони і значне узагальнення в малюванні навіть при створенні в живопису інтер'єрів (Томас Девін). Цьому сприяла також свідома фіксація лише на ефектах вечірнього освітлення та туманах, часто присутніх в картинах. З кінця 1890-х років художні критики надали їм назву тоналізм.
Напрямок охопив період з 1880-х до 1910-х років. В живопису Сполучених Штатів тоналізм відбився в сільському пейзажі та в краєвидах великих, урбанізованих міст. Він співіснував з американським імпресіонізмом і згодом поступився йому. Значні узагальнення форм та неяскраві фарби в картинах тоналістів та ефекти освітлення і туманів навіть дали підстави художнім критикам називати тоналізм попередником абстракціонізму 20-му століття, хоча це перебільшення. В тоналізмі форми цілком впізнавальні. Точнішими були вказівки на спорідненість тоналізму з пізнім американським академізмом.
Швидкий розвиток фотографії в країні сприяв звертанню фотографів до ефектів атмосферного освітлення та туманів. Сприяли цьому і докори критиків щодо документальної точності і різкої праматичності готових фото. Ефекти атмосферного освітлення та тумани наближали готові фото до картин і графіки напрямку тоналістів. Згодом американських фотографів (Едвард Стайхен, Кларенс Вайт, Альфред Штигліц) також зарахували до тоналістів, а картини на виставках експонують разом із фото.
Після перерви тоналізм зберіг привабливість для художників країні і низка митців повернулась до його стилістики. Митців називають прихильниками нео-тоналізму.

## Головні представники
- Джордж Іннес (1825—1894)
- Джеймс Вістлер (1834—1903)
- Гренвілл Редмонд (1871—1935)
- Леон Дабо (1870?—1960)
- Хавьєр Мартінец (1869—1943)
- Артур Френк Метьюз (1860—1945)
- Томас Девін (1851—1938)

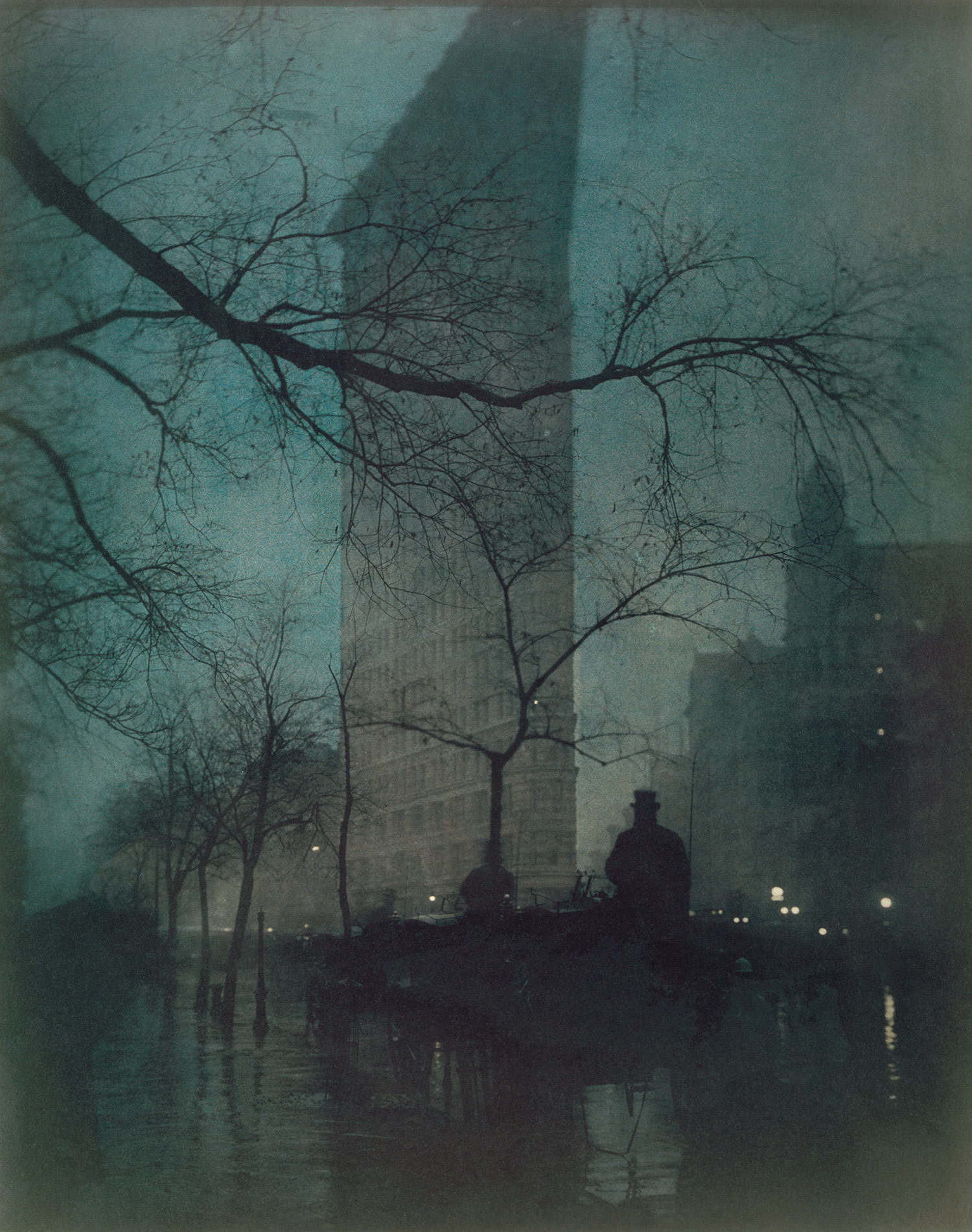
Едвард Стайхен, «Флет Айрон білдинг», фото 1904 року

- Едвард Мітчел Ваністер (1833—1901)
- Джон Генрі Твахтман  (1853—1917)
- Едвард Стайхен (1879—1973), художник і фотограф
- Джон Мерфі (1953—1921)
- Генрі Ворд Рейнджер (1858—1916)
- Артур Метьюз (1860—1945)
- Чарльз Варрен Ітон (1857—1937)
- Генрі Феррер (1844—1903)
- Вільям Кейт (1838—1911)
- Альберт Пінкем Рідер (1847—1917) та ін.

## Вибрані твори

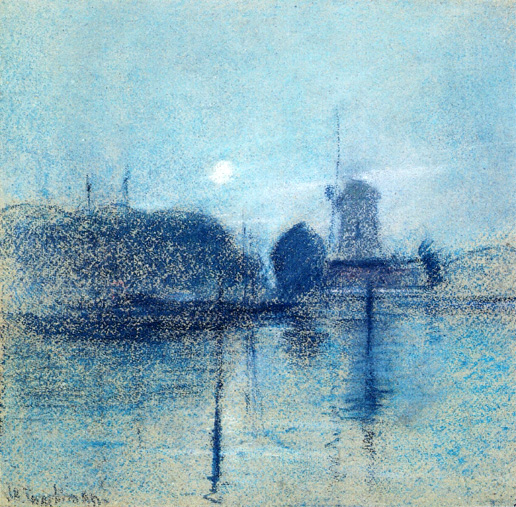
Джон Генрі Твахтман. «Пейзаж в Голландії», пастель, 1885 р.
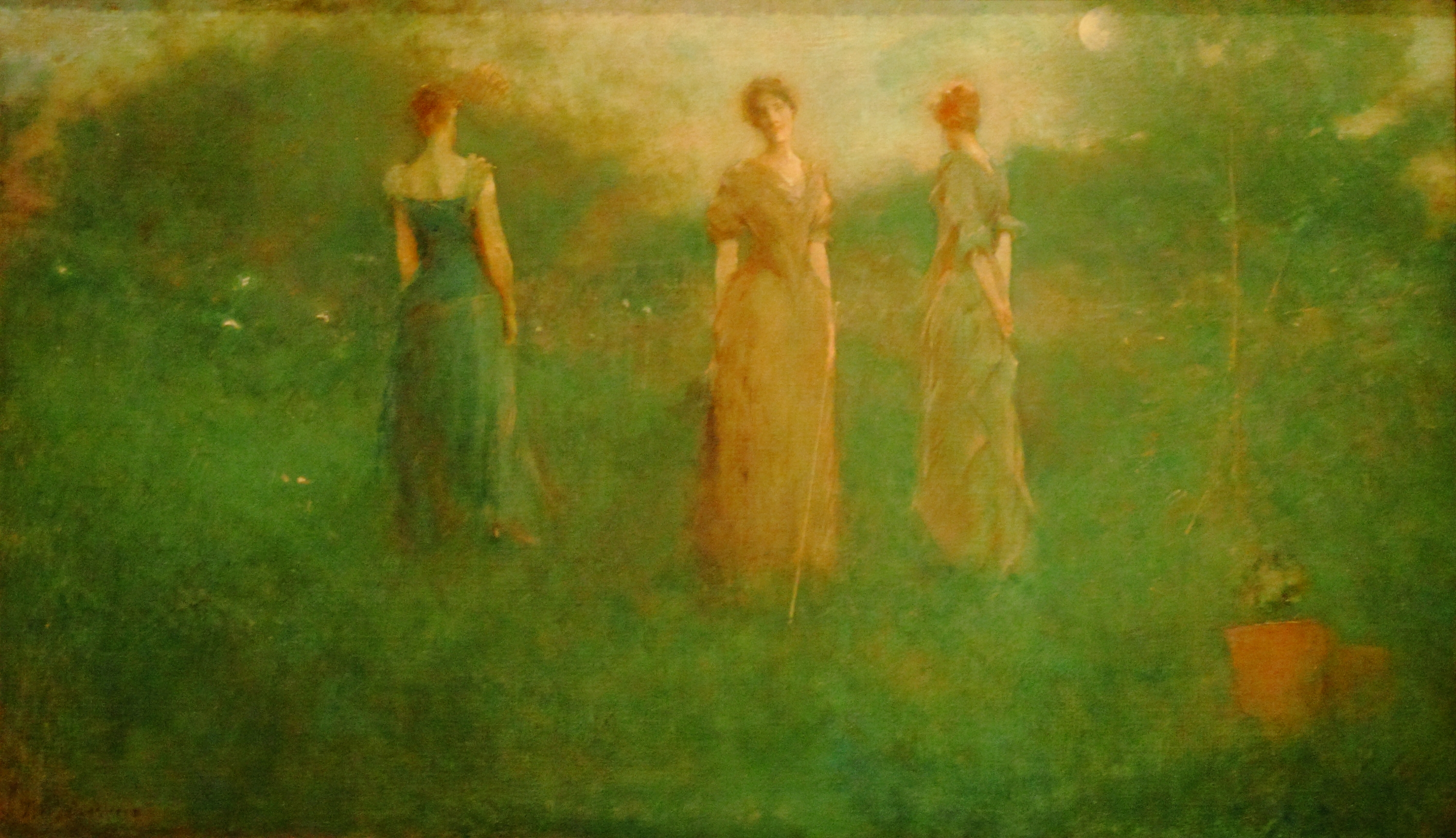
Томас Девін. «В саду», до 1894 р.
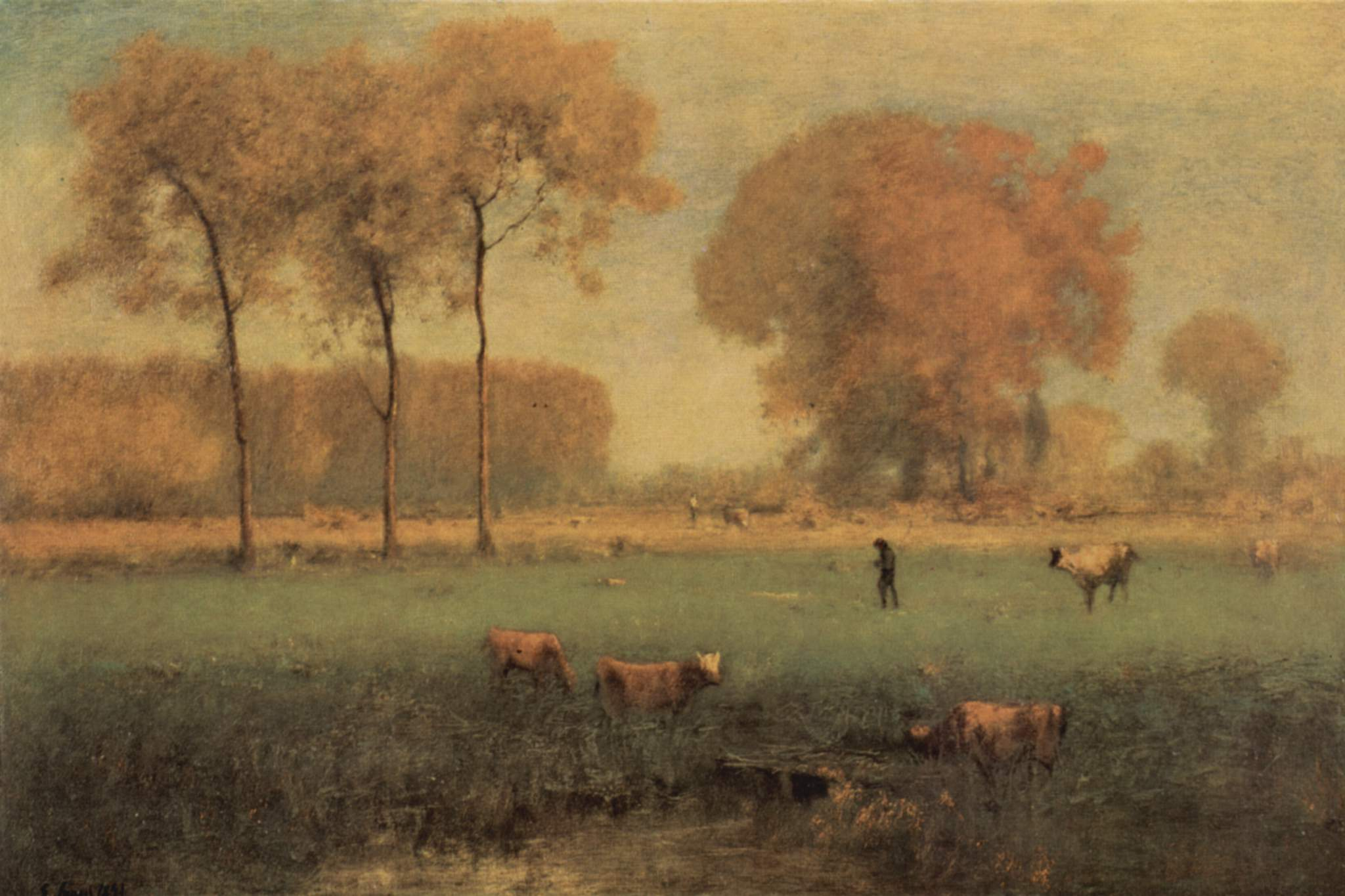
Джордж Іннес. «Вересень», 1894 р.
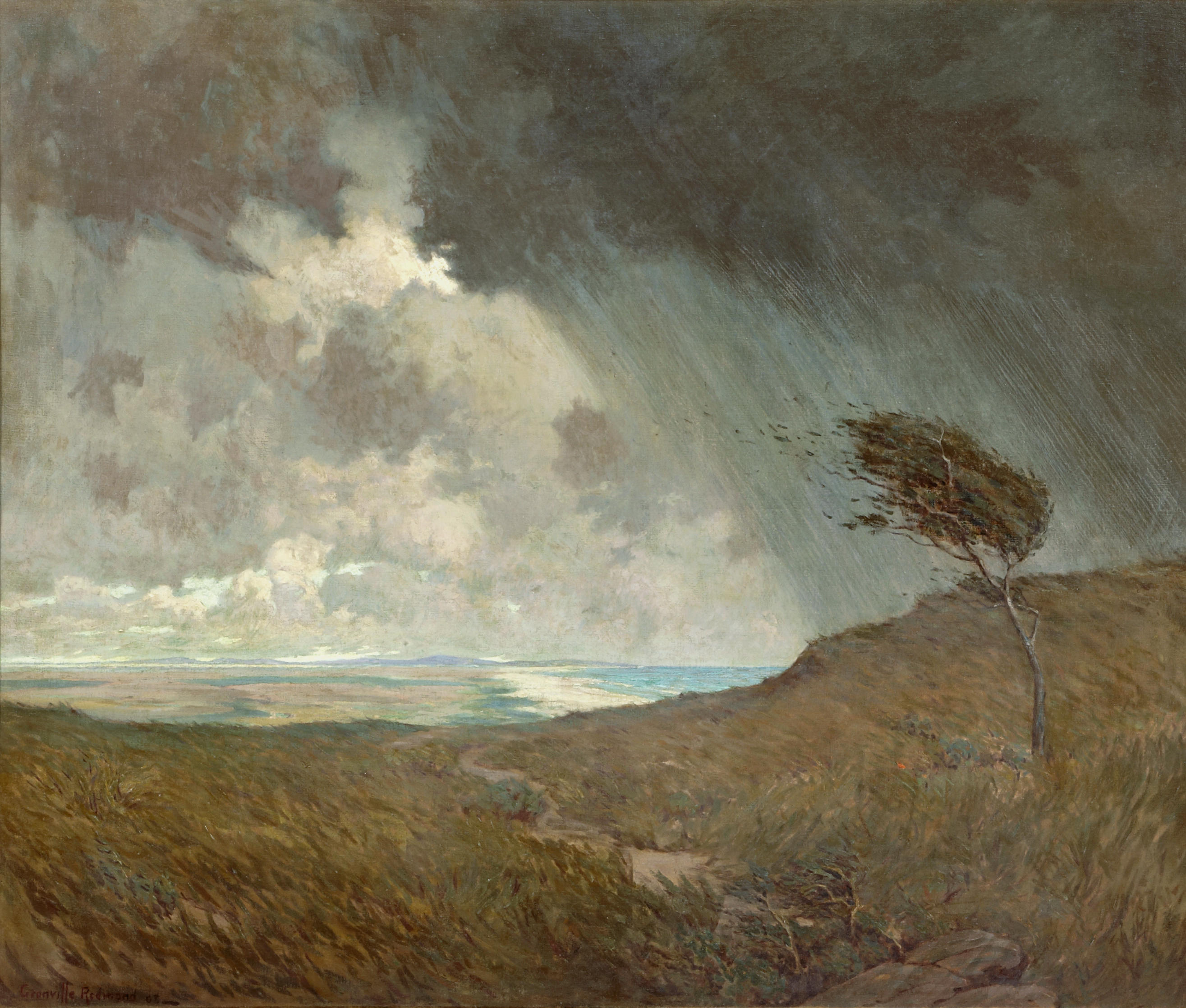
Гренвілл Редмонд. «Буря на узбережжі», 1905 р.
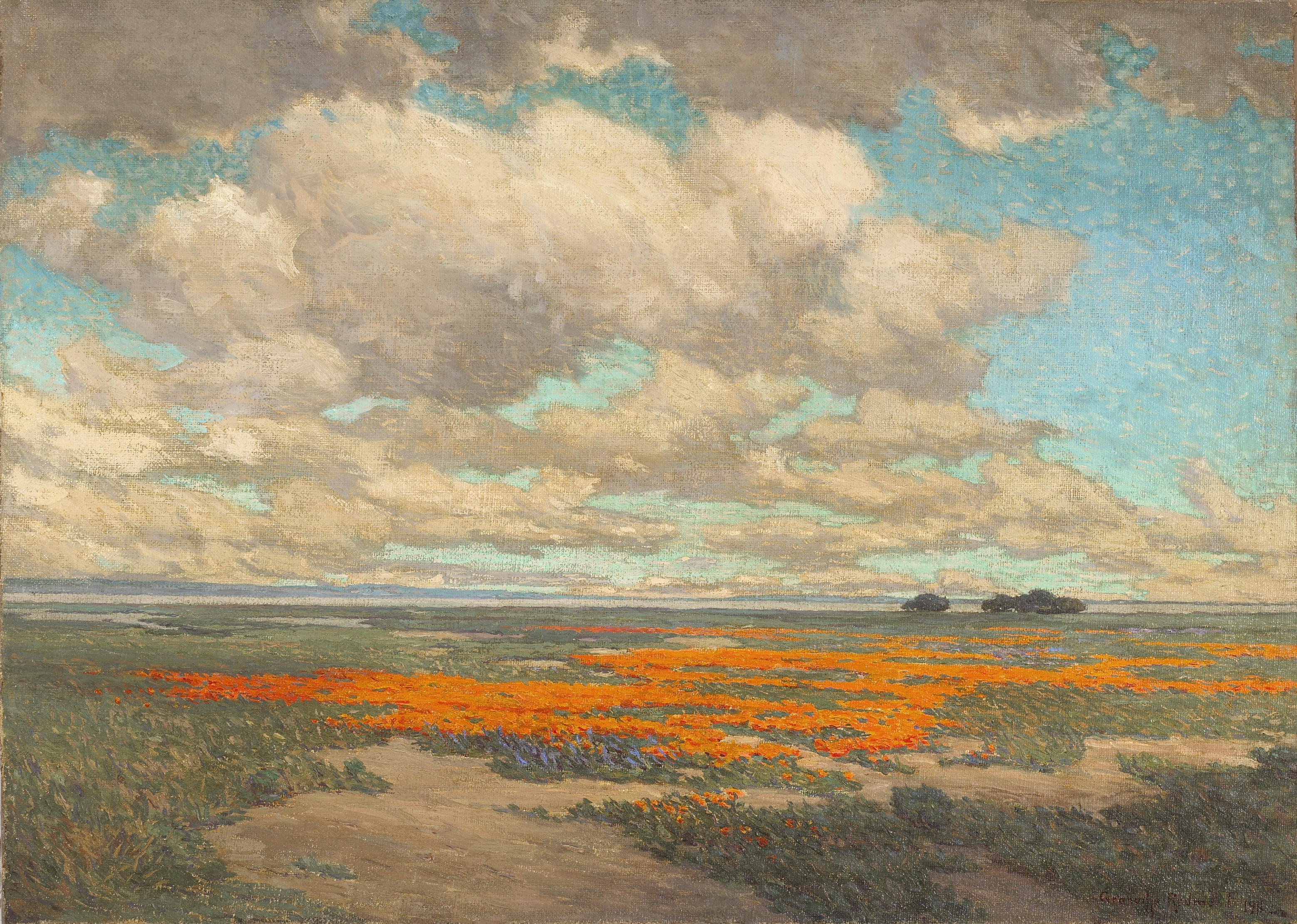
Гренвілл Редмонд. «Поле з жовтими каліфорнійськими маками», 1911 р.
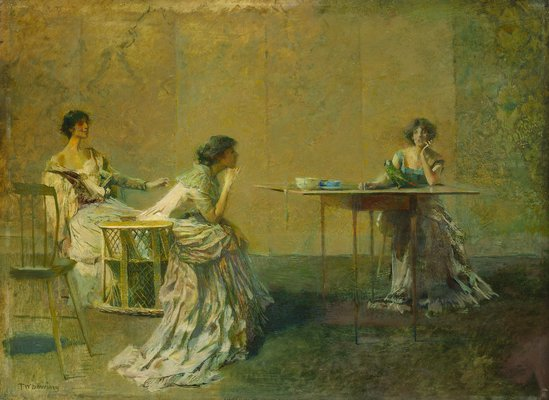
Томас Девін. «Спілкування», 1900 р.
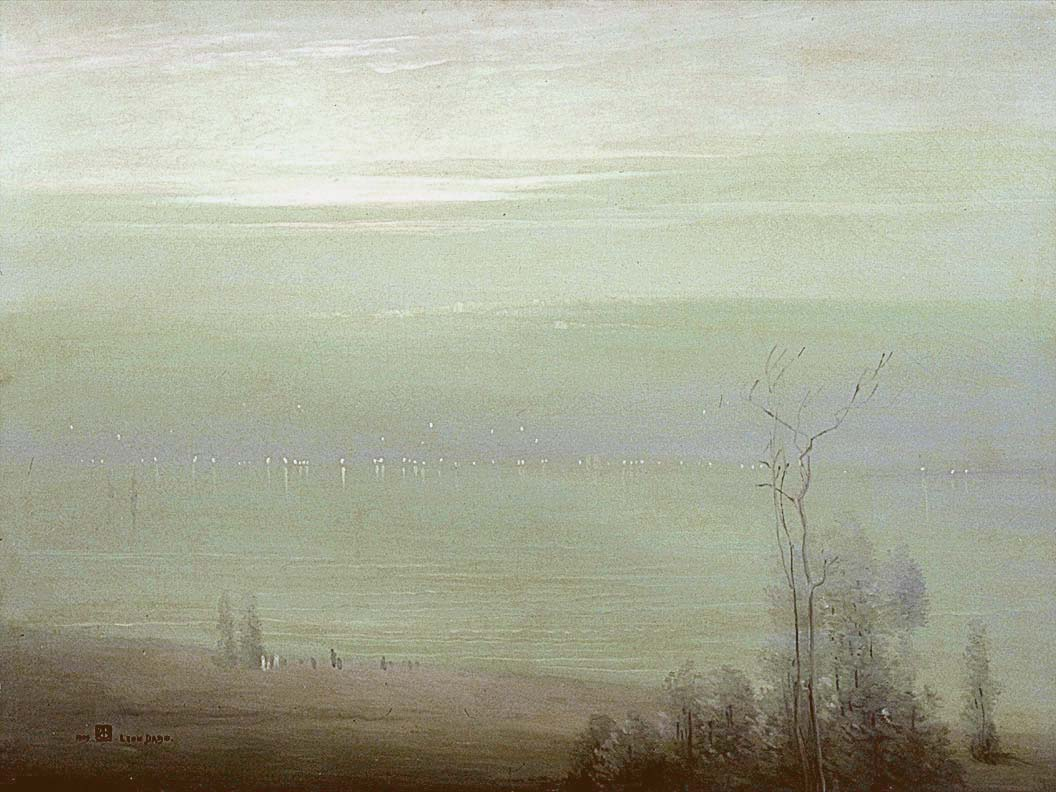
Леон Дабо, «Річка Гудзон в сутінках», 1911 р.
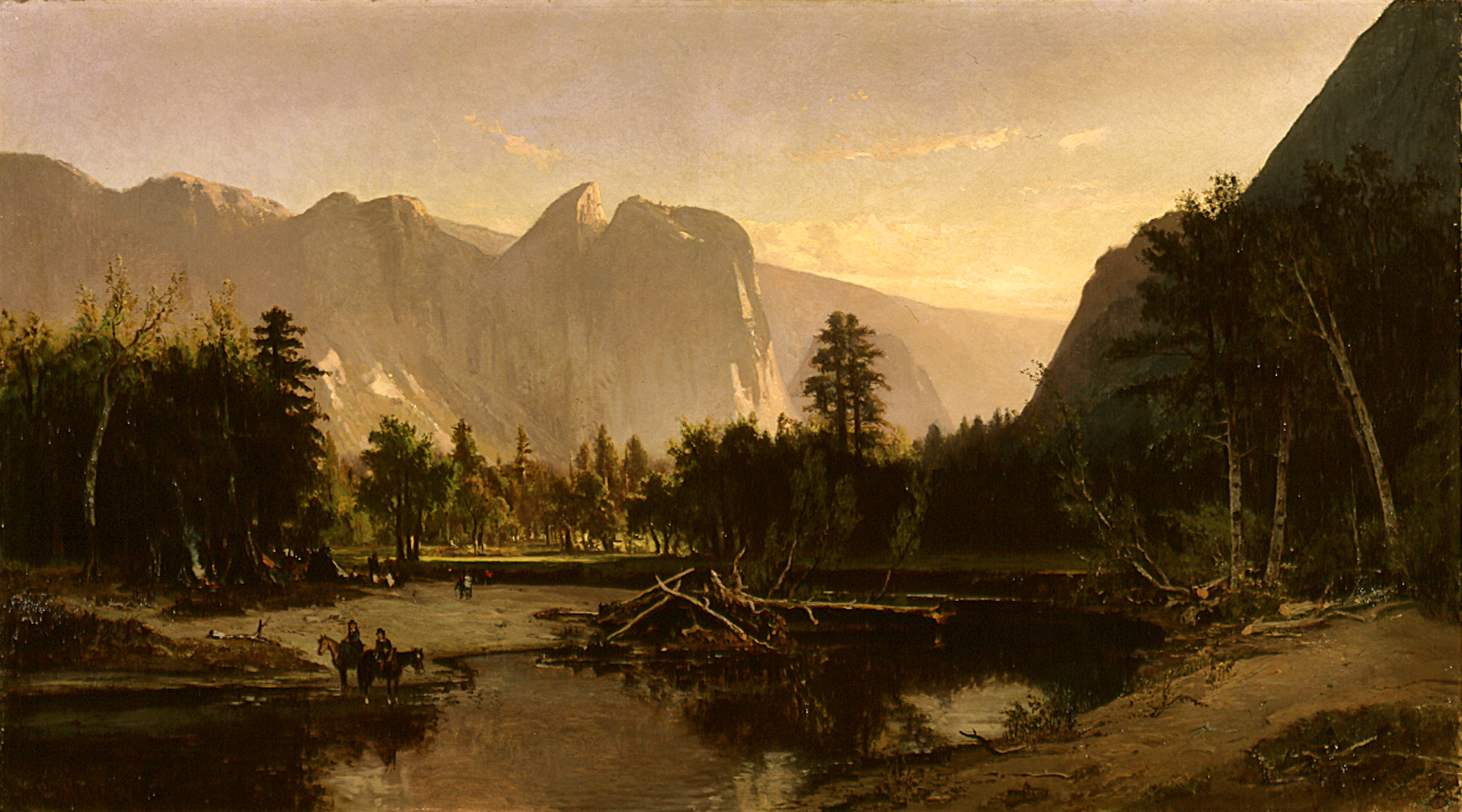
Вільям Кейт. «Долина Йосеміті», до 1910 р.